# Nanny McPhee - Tata Matilda
(Tata Matilda)
Nanny McPhee - Tata Matilda (Nanny McPhee) è un film del 2005 diretto da Kirk Jones, tratto dalla serie di libri Tata Matilda della scrittrice inglese Christianna Brand.
La colonna sonora è eseguita dalla London Symphony Orchestra.

## Trama
Inghilterra, 26 agosto 1870. Cedric Brown, un impresario nelle pompe funebri del paese rimasto vedovo di recente della sua amata moglie, si ritrova da solo con i suoi sette figli: Simon, il più grande e dispettoso di loro, Tora, la sorella maggiore che tende ad essere la voce della ragione ma non per questo meno pestifera dei suoi fratelli, Lily, amante dei libri e soprattutto di romanzi rosa, Eric, il genietto del gruppo, Christianna e Sebastian, due dispettosi gemellini e la piccola Agatha, detta Aggy, un’adorabile neonata. I bambini, a causa dell'assenza del padre per via del lavoro, sono incredibilmente indisciplinati e combinano un disastro dietro l'altro: finora nessuna tata è mai riuscita a tenerli a bada. L'unica persona che talvolta ascoltano è la giovane sguattera di casa, Evangeline. Dopo che i fratelli hanno fatto scappare anche l'ennesima bambinaia, il signor Brown chiede senza successo all'agenzia delle tate di concedergli un'ultima chance. In quel momento, una misteriosa voce proveniente dalla porta della società gli suggerisce di richiedere l'aiuto di tale Tata Matilda, cosa che Cedric accetta senza esitazioni.
Quella stessa notte, dopo essere stati puniti per le loro bravate i bambini fanno irruzione nella cucina guidati da Simon e legano al tavolo la rozza cuoca Blatherwick, per poi mettere a soqquadro tutto. In quel momento si sente bussare alla porta d'ingresso e il signor Brown aprendola trova davanti a sé una donna dall'aspetto stregonesco, che si presenta come Tata Matilda. Ella dopo aver congedato Cedric, si reca immediatamente in cucina ed esorta i bambini ad andare a letto. Quando questi si rifiutano di darle retta la bambinaia compie una magia battendo in terra il suo bastone, costringendoli così contro la loro volontà a continuare i loro stessi scherzi molto più velocemente e senza potersi fermare. La situazione precipita nel momento in cui i bambini sono quasi costretti dalla magia a buttare Aggy in una pentola di acqua bollente e a far esplodere la cucina, costringendo così Simon a chiedere educatamente a Tata Matilda di farli smettere. Soddisfatta, la bambinaia rimette tutto a posto e i bambini vanno a dormire. Essi quando Tata Matilda sale per dare loro la buonanotte solo per farle un dispetto, si presentano con nomi osceni o ridicoli e la donna seppur innervosita da questa ennesima stupidata, decide di abbonare la cosa e rivela di sapere già i loro veri nomi con grande sgomento dei ragazzi.
Dopo avergli augurato la buonanotte Tata Matilda li informa del fatto che "finché ci sarà bisogno di lei ma loro non la vorranno, dovrà restare. Quando loro la vorranno ma non ci sarà più bisogno di lei, se ne dovrà andare". Il mattino dopo Simon e i suoi fratelli tentano ancora di indispettire la bambinaia, fingendo di avere il morbillo e disubbidendo così all'ordine di alzarsi per andare a lezione. Tata Matilda non si fa ingannare da un trucco così evidente e decide di dare ai bambini una lezione per averle disobbedito così compie allora un'altra magia, facendoli ammalare per davvero di morbillo e bloccandoli letteralmente ai loro letti. Dopodiché come ulteriore punizione chiede alla cuoca di cucinare per loro una poco gradevole minestra di bucce di patate e avanzi di carne (che la donna preparava quando era in servizio nell'esercito) e li cura con una medicina nera e gelatinosa, dal cattivo sapore.  
A seguito della severa lezione i bambini, realizzando che Tata Matilda ci andrà sempre più pesante con incantesimi più temibili su di loro a meno che non smettano di comportarsi in modo maleducato, decidono di mettere la testa a posto e di essere da quel momento in poi buoni: con grande sorpresa di tutti, i ragazzini diventano più educati e tranquilli. La donna soddisfatta nel vedere che i fratelli hanno capito la lezione, annulla l'incantesimo permettendo loro di alzarsi da letto e di potersi rifocillare con delle ottime prelibatezze. Il signor Brown soddisfatto dei servizi della tata, la invita a restare. Tata Matilda infatti non è cattiva poiché i bambini capiscono che lei è ben disposta ad aiutarli a essere migliori, in quanto tutti gli incantesimi scagliati contro di loro erano solo un modo per fargli capire che stavano sbagliando a comportarsi in quel modo e la bambinaia ha solamente agito così solo per indicare ai ragazzi una strada migliore da seguire. Da quel momento i rapporti tra i bambini e Tata Matilda migliorano tanto da diventare loro amica e ad accorrere ogni volta ad aiutarli quando ne hanno bisogno o a dispensare loro consigli quando gliene chiedono. 
Nonostante le cose inizino ad andare meglio, la famiglia è sotto la minaccia della crudele e severa zia Adelaide. Quest'ultima dopo la morte della signora Brown li ha sempre sostenuti con un assegno mensile, ma se Cedric non troverà un'altra moglie entro la fine del mese lei smetterà di aiutarli e non potendo sostenere una famiglia così numerosa, l'uomo si vedrebbe costretto a separarsi dai propri figli. Zia Adelaide decide di facilitargli le cose, pretendendo che una delle bambine vada a vivere con lei per ricevere un'educazione adeguata a patto però che entro la fine del mese Cedric si risposi. Quella domenica la donna si reca da loro per il tè e per portare via una delle sorelle, ma ovviamente nessuna di loro intende andare con lei. 
Quando la zia decide di prendere con sé Christianna, Tata Matilda viene chiamata in loro soccorso e tramite la magia fa ballare un asino davanti ad Adelaide che essendo estremamente miope, la scambia per un'altra delle figlie e decide di prendere lei al suo posto. La tata però ricorda ai bambini che dovranno comunque decidere chi andrà con Adelaide, poiché non può di certo andarci l'asino e così Simon chiede ad Evangeline di fingere di essere una loro sorella. La giovane domestica innamorata da sempre del signor Brown, accetta di sacrificarsi per tenere unita la loro famiglia.
I bambini iniziano ora a voler bene a Tata Matilda, la cui bruttezza sparisce man mano che imparano dalle sue lezioni. Nonostante anche la bambinaia affermi di amarli, li avverte purtroppo che non è in suo potere interferire con i problemi "di cuore" del loro papà e che dovranno trovare insieme una soluzione ai loro problemi. Il padre è quindi costretto a chiedere la mano della signora Selma Quickly una donna di paese dall'aspetto sgradevole e pacchiano, la quale accetta di sposarlo solo perché interessata ai soldi della loro zia nonostante i bambini abbiano fatto il possibile per tentare di allontanarla. Il giorno del matrimonio, i sette fratelli vengono minacciati dalla donna che saranno severamente puniti se per caso non si comporteranno bene con la nuova "padrona di casa". Alla cerimonia vengono invitate anche Adelaide e Evangeline, diventata ora (con loro grande stupore) una donna rigida ed estremamente educata.
I bambini non accettando quel matrimonio forzato chiedono disperatamente aiuto alla loro tata, che suggerisce loro di seguire il consiglio della piccola Aggy. Quest'ultima infatti dà a Simon l'idea di fingere che ci siano delle api e nella confusione generale che ne segue, tutto degenera in un battaglia di torte. Inoltre, Christianna e Sebastian strappano alla Quickly una ciocca di capelli - in realtà una parrucca - scatenando le sue ire. Quando Selma li aggredisce insultandoli il padre constatando la sua cattiveria, protegge i figli e la manda via. Senza una donna da sposare tuttavia, zia Adelaide non è più tenuta a mantenere i bambini e come promesso minaccia di spedirli in un istituto correzionale. Simon però, afferma che il loro padre in realtà quel giorno si coniugherà con Evangeline. Il giovane infatti rivela a tutti che lei non è la loro sorella ma la loro sguattera e riesce a convincere il signor Brown e la ragazza ad accettare i loro reciproci sentimenti, anche se Adelaide non sembra essere particolarmente contenta della scelta del nipote di sposare una serva. Il matrimonio viene così celebrato e la loro zia sarà costretta a rispettare i patti.
Tata Matilda avendo constatato che ormai i bambini non hanno più bisogno di lei, gli fa dono di una nevicata prima di andarsene e attendere che un'altra famiglia bisognosa richieda i suoi servigi.

## Sequel
Nel 2010 è uscito un seguito intitolato Tata Matilda e il grande botto.